# قرار مجلس الأمن التابع للأمم المتحدة رقم 1732
قرار مجلس الأمن التابع للأمم المتحدة رقم 1732، الذي اتخذ بالإجماع في 21 ديسمبر 2006، بعد الترحيب بتقرير لمجموعة العمل التي أنشأها مجلس الأمن، وأحاط المجلس علما بالنتائج التي توصلت إليها وقرر أنها قد أنجزت ولايتها.

## تفاصيل
وتتمثل ولاية فريق العمل في تقديم توصيات بشأن كيفية تحسين فعالية عقوبات الأمم المتحدة. كما تم تكليفها بمعالجة النتائج غير المقصودة للعقوبات وإنفاذ العقوبات وإجراءات الشطب من القوائم. وطُلب من الهيئات الفرعية أن تحيط علما بنتائج الفريق العامل.

## روابط خارجية
- نص القرار في undocs.org